# Corrado I Trinci
Corrado I Trinci, fils de Nallo Trinci, (Foligno, ... – 1343), est un condottiere italien et seigneur de Foligno (1338 - 1343).

## Biographie
Corrado I Trinci, a été seigneur de Foligno de 1338 à 1343.
Il fut nommé Gonfalonier de justice et Capitaine du peuple en 1338.
À partir de 1323, Corrado I fut aussi Capitaine du peuple à Orvieto, podestà de Florence (1330).
À partir de 1335 il fut gouverneur et capitaine à Bevagna; 1340 podestà de Limigiano; 1341 Capitaine du peuple à Sienne.
Mort en 1343, il laisse ses deux fils Rinaldo et Corrado.
Il fut suivi par Trincia II Trinci à la tête de la Seigneurie de Foligno.

### Sources
- (it) Cet article est partiellement ou en totalité issu de l’article de Wikipédia en italien intitulé « Corrado I Trinci » (voir la liste des auteurs).